# DARKER THAN BLACK -흑의 계약자-
《DARKER THAN BLACK -흑의 계약자-》(일본어: DARKER THAN BLACK -黒の契約者-)는 본즈가 제작한 일본의 애니메이션 작품이다. 일본 MBS·TBS 계열의 10국의 방송국에서 2007년 4월 5일부터 방영하여 같은해 9월 27일에 종영되었다. 텔레비전 방송분 25화, 미방영분 1화(DVD수록)를 합쳐 26화의 애니메이션이다. 속편은 《DARKER THAN BLACK -유성의 쌍둥이-》이다.

## 작품 개요
도쿄가 주된 배경이며, 기본적으로는 현실과 같은 세계관이다. 실제로 철저한 로케이션 등으로 대부분의 에피소드의 무대가 실제로 존재하는 건물과 장소 등이 그려져 있다. 하지만 작품 세계에서는 “게이트”라고 불리는 이상 현상 지역과 “계약자”라고 불리는 이상 초능력자가 존재한다.
줄거리는, “계약자”이며 비밀 조직에 소속된 주인공의 이야기로, 다른 “계약자”들과의 전투, 또한 임무에 관계해 만나는 사람들과의 만남을 중심으로 전개되어 간다. 거기에 “계약자”에 의한 사건을 쫓는 경시청 공안부의 형사들의 이야기 및 “게이트”와 “계약자”를 둘러싼 수수께끼와 그 음모의 진상을 밝혀 내는 이야기도 포함된다.

## 줄거리
10년 전, 갑자기 도쿄에 덮친 이변, 통칭 “헬즈 게이트”라고 불리는 미지의 영역이 출현한 때부터, 이 세계는 진짜“하늘”을 잃어, 밤하늘에 펼쳐지는 모든 것들이, 가짜 하늘이 되었다.  또한, 이때부터 인간다운 감정이 없어지고 “계약 대가”라는 것을 통해 일반인을 초월한 능력을 가지게 된 “계약자”라고 불리는 사람들이 나타나기 시작한다.
하늘의 별은 각각 한 명의 계약자를 나타내며, 계약자가 능력을 사용하거나 이동할 시에 움직임이 변한다. 그러기에 경찰은 천문부를 개설, 별들과 그 별의 계약자를 감시하는 역할을 수행한다. 각각의 별에게는 코드네임(메시아 코드)이 있으며, 이를 추적하면 그 계약자의 신상을 알 수 있다. 계약자 사망시 별이 떨어진다.
각국의 첩보 기관이 이 게이트에 관한 정보를 얻기 위해, 도쿄에 계약자,일반인등으로 구성된 에이전트를 보낸다. 주인공 ‘헤이<黑>’ 또한, 그러한 계약자의 한 사람이다. 그는 “조직”에 소속해 있으며 다른 첩보 기관등에서는 “BK-201”또는 “검은 사신”이라고 불리고 있다. 그리고, 같은“조직”의 멤버인 '인<銀>','마오<猫>','황<黃>'등과 함께, 게이트에 관련된 정보를 모아서 여러 임무를 수행하고 있다.

## 내용
제1화 계약의 별은 떨어졌다 - 전편(契約の星は流れた… 前編)
제2화 계약의 별은 떨어졌다 - 후편(契約の星は流れた… 後編)
제3화 새 별은 새벽하늘에 빛나고... - 전편(新星は東雲の空に煌く… 前編)
제4화 새 별은 새벽하늘에 빛나고... - 후편(新星は東雲の空に煌く… 後編)
제5화 재앙의 붉은 꿈은 동유럽에서 사라지고… - 전편(災厄の紅き夢は東欧に消えて… 前編)
제6화 재앙의 붉은 꿈은 동유럽에서 사라지고… - 후편(災厄の紅き夢は東欧に消えて… 後編)

## 등장인물

### 주요 등장인물·조직

#### “조직”
헤이(黑<ヘイ>)
성우 - 키우치 히데노부, 이리노 미유(어린 시절) / 이주창, 홍범기 (어린 시절) / 제이슨 리브렉트
본작의 주인공. 강력한 전투력을 가지는 계약자로, “조직”의 에이전트 중 한 명, 국적은 불명이다. 그가 관련된 것으로 보이는 안건은 많지만, 경찰조차 실태를 잡을 수 없는, 수수께끼가 많은 존재.〈검은 사신〉이나 〈저주의 계약자〉라는 이명을 가진다.
메시에 코드는 BK-201. 계약 능력은 〈전기의 흐름을 자유자재로 조종함〉. 전기 계통에 간섭해 기기를 동작·쇼트시키거나 인간을 감전사 또는 기절시키는 일도 가능. 임무 시에는 검은 코트(헤이가 착용했을 경우만 방탄 효과를 가진다)와 흰 가면을 몸에 두르고, 벨트에 장치된 와이어와 거기에 연결된 나이프를 날리며 싸운다. 높은 신체 능력을 가지고 전투 시에는 와이어를 활용해 종횡무진하며, 그것을 연결시켜 상대에게 전류를 흘리는 공격 방법이 특기다. 또 계약자면서 〈마음〉을 잃지 않은 희한한 존재로 여겨진다.
5년 전의 남미에서 발생한 헤븐즈 게이트 소실에서 행방불명이 된 여동생, 파이(白<パイ>)를 찾고 있다. 그 헤븐즈 게이트 소실 사건으로 그는 계약자가 되었지만, 사실은 계약자는 아니고 계약자의 능력을 가진 인간이라는 게 제 25화에서 드러난다. 그의 계약 능력은 바이에게서 유래한 것이며, 전기를 조종하는 능력은 본래의 능력 중 일부에 지나지 않는다. 헤븐즈 게이트 소실 때, 바이와 동화했기 때문에 계약자로서의 능력과 그녀의 메시에 코드를 계승해, 그 진정한 힘인 〈물질 변환〉능력이 잠재되어 있었다.
사람과 계약자의 중간 존재이며, 그러므로 양자의 싸움에서 국면을 담당하는 사람이 된다. 그러나 사람과 계약자의 공존을 바란 그는 〈물질 변환〉의 능력으로 세턴링을 파괴하고 인(銀<イン>)과 함께 자취를 감춘다.
그 후에 대해서는 《DARKER THAN BLACK -유성의 쌍둥이-》의 등장 인물을 참조.
리 성순(李生舜（リ・シェンシュン）)
헤이의 공식상의 얼굴이며, 주로 잠입 공작 시에 이용한다. 스스로 중국에서 온 유학생이라며, 〈우미츠키 장〉의 201호실에 이사왔다. 평상복은 대부분 흰 셔츠에 청바지, 그 위에 녹색의 파커를 입는다. 이 모습으로 아르바이트를 가장하여 임무를 위해 목적의 시설에 잠입하는 경우도 많다.
헤이 때와는 달리 마음이 약하고 온화하지만 감정 표현이 풍부하고 행동력이 흘러넘친다. 취미는 천체관측. 극도의 대식가로, 그 때문에 아파트의 자기 방에 업소용 밥솥을 가지고 있다. 또 중화 요리의 솜씨는 대단하다.
사람을 편안하게 하는 분위기로 의심받지 않고 가까워질 수 있지만, 본분은 어디까지나“조직”의 계약자이며, 검은 방탄 코트는 접어서 주머니에 넣고 다니는 등 평상시에도 임무에 사용하는 장비품을 소지하고 있다. 외사 4과 과장인 기리하라 미사키와 아는 사이가 되어서, 그 정체가 헤이(BK-201)인 것을 들킬 뻔한 소동에 여러 번 휘말린다.
인(銀<イン>)
성우 - 후쿠엔 미사토 / 윤성혜 / 브리나 펄렌시아
본작의 히로인. 17세의 소녀. 물을 매개체로 사용하여 관측령을 조종하는, 앞을 못 보는 돌(doll).
헤이와 같은 팀에 속해, 주로 첩보나 탐색을 담당한다. 은발을 가는 리본으로 묶고 앤티크 돌이 생각나는 원피스를 입고 있다. 평상시는 헤이가 사는 우미츠키 장의 근처에 있는 담배가게의 인기 여성. 약시라서 앞을 못 보지만 절대 음감을 가지는 뛰어난 청각으로 주위를 인식해, 혼자서도 행동할 수 있다.
본명은 〈키르시〉로, 북유럽 태생. 달빛 아래에서 피아노를 연주하는 것을 좋아하는 감정이 풍부한 소녀였다. 아직 어렸던 그녀는 부친을 비행기 사고로, 직후에 어머니인 안니(アンニ, 성우 - 타카모리 요시노)도 그녀를 감싸 자동차 사고로, 부모님을 연달아 잃는 비극에 휩쓸린다. 그 후 돌이 되지만 “조직”에 들어갈 때까지의 경위는 불명. 피아노의 스승이었던 에이리스와 재회하지만, 인으로서 헤이와 함께 있기를 선택했다.
제 25화에서 시간의 역행에 삼켜질 뻔한 헤이를 구하고, 둘 다 “조직”을 배반한다. 헤이를 도왔을 때, 그녀의 관측령은 사람의 손의 형태였고 또 에필로그에서는 그녀의 형태가 된 관측령이 나타난다.
그 후에 대해서는 《DARKER THAN BLACK -유성의 쌍둥이-》의 등장 인물을 참조.
제 26화에서는, 키코가 빌려준 보이즈 러브(BL) 드라마 CD 감상을 대답하는 등, 타인으로부터 영향을 받고 있는 모습을 볼 수 있다. 황(黄<ホァン>)은 관계 없는 사람과의 교류를 염려했지만 그 결과, 헤이의 팀은 임무로 찾고 있던 암호를 빨리 찾아낼 수 있었다.
마오(猫<マオ>)
성우 - 사와키 이쿠야 / 장광 / 켄트 윌리엄스
헤이와 같은 팀에 속힌 “조직”의 계약자. 그 모습은 붉은 목걸이와 통신기가 달린 방울, 귀에 은빛으로 각형의 피어스를 달은 검은 고양이다. 임무 중, 헤이와는 행동을 같이 할 때가 많고, 동물의 특성을 살려 활동한다.
메시에 코드는 불명. 능력은 〈동물에 빙의〉. 다른 동물에 빙의하기도 하며 사람의 말도 할 수 있지만, 빙의가 숙달된 동물이 아니면 능숙하게 움직일 수 없는 것 같다. 정체는 과거에 검은 고양이에 빙의했을 때, 육체를 잃은 계약자. 원래의 몸은 이미 사망해서 이래 검은 고양이의 몸에 계속 빙의한 채이다. 그 때문에 계약 대가는 지불제가 되고 있다.
평상시는 침착한 성격이지만, 고양이의 뇌는 사고력이 떨어지기 때문에 귀에 장착한 단말을 사용해 컴퓨터에 의한 백업을 받고 있으며(그때문에“조직”으로부터 멀어질 수 없다), 그 통신에 지장이 생기면 고양이의 본능이 깨어나 행동을 제어할 수 없게 된다.
제 25화에서, 헤이와 함께“조직”에서 잘려 서버에 접속할 수 없게 되었기 때문에 〈그〉는 사라지고 단순한 검은 고양이로 돌아왔다.
그 후에 대해서는 《DARKER THAN BLACK -유성의 쌍둥이-》의 등장 인물을 참조.
황(黄<ホァン>)
성우 - 이케다 마사루 / 김태훈 / 존 스웨이지
헤이 일행의 팀의 책임자. 임무에 관한 지시의 전달이나 정보·물품의 수령 등, “조직”과의 연락이나 후방 지원을 담당한다. 언제나 모자를 쓰고 롱 코트를 입는 대머리 중년남성. 황 자신은 계약자가 아니고 그들을 싫어해서 경멸한다. “조직”의 무서움을 아는 그는 임무 우선을 위해서 헤이에게 냉혹한 명령을 주기도 하고, 헤이나 마오와 종종 충돌한다. 사격실력은 상당하다. 임무 시에 운전하고 있는 것은 검은색 스즈키·웨건 R.
본명은 〈쿠노 키요시(久能潔)〉. 경시청 공안부의 경관이었지만, 어느날, 연인 기시타 시호코가 동료를 살해하는 현장을 목격, 계약자라고 하는 존재를 눈으로 확인한다. 기억을 삭제당하기 전에 스카우트되어 “조직”의 일원이 되었다. 당초, 같은 팀의 헤이 일행을, 그들이 계약자인 것을 이유로 기계와 같이 취급했지만, 동료의 과거나 자신의 과거를 계기로, 차츰 허물을 없앤다.
“조직”의 자객에게 총격당해 중상을 입고, 세명과 웨이 즈쥔을 게이트에 보낸 후, 차로 추격자를 유인하고 최후에는 자폭했다.

##### 그 외의 구성원
미나 칸다스와미(ミーナ・カンダスワミ)
성우 - 오하라 사야카 / 서지연
지옥문 내의 PANDORA 시설에서 일하는 여성 연구원.
단지 PANDORA 시설에서 일하고 싶어서“조직”과 계약해, 2년 전부터 스파이로서 들어와있다. 청소부로 잠입한 헤이와 접촉하는 것도, 연구에 대한 정열로부터“조직”의 일에 관해서는 별로 마음이 내키지 않는다. 그러나 헤이에게 연정을 품고, 점차 과잉 접촉이나 독단 행동을 취하게 된다.
세르게이 비크트로프(セルゲイ・ヴィクトロフ)
성우 - 타나카 히데유키 / 최재호
지옥문 내의 PANDORA 시설에서 일하는 주임 연구원.
꽤 많은 정보로 통하고 있어 “조직”에서도 상층부에 위치하는 자. PANDORA 시설에서 미나의 직속의 상사.
기시타 시호코(岸田志保子)
성우 - 우카이 루미코 / 한신정 / 리디아 매케이
신흥 종교 〈게이트 원리주의자 우애회〉에 잠입해 있는“조직”의 스파이로 여성 계약자. 잠입하기 훨씬 이전부터 교단과 교조 알마를 계속 쫓고 있었다.
계약 능력은 〈내장 파열〉. 오른손을 자신의 가슴에 대면서 대상을 응시하는 것으로, 상대를 체내로부터 파괴한다. 계약 대가는 〈감수성을 되찾는 것〉이기 때문에, 능력을 사용할 때마다 당신이 범한 죄의 무서움에 괴로워한다.
일찍이 공안 내부에 잠입한 교단 스파이를 산출하는 임무 중, 정보를 얻기 위해서 가까워진 쿠노 키요시(황)를 정말로 사랑해 버린다. 정보를 얻은 시호코는 그의 앞에서 떠났지만, 둘이서 보낸 기억을 차마 지울 수 없어서, 그가“조직”에 들어오도록 뒤에서 조처했다. “조직”의 임무 중에 그녀는 쿠노(황)와 재회하지만, 임무에 실패했기 때문에 “조직”으로부터 제거당하게 된다. 그런 그녀를 감싸려고 한 황을 지키기 위해, 시호코는 스스로 죽음을 선택했다.

#### 경시청 공안부 외사 4과
공안부 외사 4과는 경시청에 대해 계약자에 얽힌 사건의 수사를 담당하고 있다(〈외사과〉란 외국에서 온 스파이나 테러리스트를 단속하는 부서로, 실제의 경시청에는 1과 - 3과가 존재). 멤버는 모두 계약자가 아닌 일반인이다. 덧붙여 경시청 본청사의 존재하는 황궁 주변은 지옥문 내부이기 때문에, 현재 신주쿠 구 하츠다이의 NTT동일본의 본사 빌딩이 가청사로서 사용되고 있다.
기리하라 미사키(霧原未咲)
성우 - 미즈키 나나 / 김선혜 / 케이트 옥슬리
젊어서 외사 4과의 과장이 된 엘리트 여성 경찰관. 경찰청 경비국 국장인 아버지가 있다. 계급은 경시. 한 번 경시정으로 승진의 이야기가 있었지만, 생각이 있어서 거절했다. 야유나 농담을 말하기도 하지만 강직한 사람으로, 강한 정의감과 부하를 배려하는 마음을 가지고 있다. 포르셰·911(997형)의 위장 순찰차를 탄다. 좋아하는 것은 느끼한 것이지만, 〈항상 움직이고 있으니〉 전혀 살찌지 않는 체질인 것 같다. 안경을 걸치고 있어 맨눈은 꽤 시력이 나쁘다. 고교시절은 검도부에 소속.
최종화, “조직”의 인간인 호라이를 체포하려고 하나 반대로 살해당할 뻔하지만 헤이가 구해주었다. 그때 그가 〈리 성순〉이라고 간파했다. 그 후에 대해서는 《DARKER THAN BLACK -유성의 쌍둥이-》의 등장 인물을 참조.
사이토 유스케(斎藤雄介)
성우 - 시무라 토모유키 / 김정은 / 크리스토퍼 새벗
기리하라 미사키의 부하. 미사키를 진심으로 존경해, 그녀를 사랑하고 있지만, 남에게 알리지 않는 성격이기 때문에 말하지 못하고 있다. 명령에는 온순한 거인. 유도 4단·가라테 2단의 솜씨를 가진다. 본명으로 잠입 수사를 행하거나 외부인의 앞에서 미사키라고 말하는 등, 그 언행은 공안부 경관으로서 별로 칭찬받을 만한 것은 아니다.
고노 유타카(河野豊)
성우 - 토리우미 코스케 / 박찬희 / 토드 해버콘
기리하라 미사키의 부하. 사이토와는 대조적인 온건파인 친절한 남자. 외관으로부터 가벼운 놈으로 보이기 십상이지만, 사이토와 같이 미사키를 존경하고 있다. 사이토에게는 종종 건방진 말을 하기도 한다.
마쓰모토 구니오(松本邦夫)
성우 - 후쿠다 노부아키 / 김기흥 / 케니 그린
기리하라 미사키의 부하. 4과의 최연장자. 연상이기 때문에 미사키를 포함한 모두로부터 〈마쓰모토 씨〉라고 불린다. 베테랑의 관록을 가지는 초로의 남성. 젊은 시절에는 문학에 심취하고 있던 것 같아서 , 자신을 〈문학 청년의 말로〉라고 회상한다.
오쓰카 마유(大塚真由)
성우 - 이나무라 유우나 / 이영아 / 리아 클라크
기리하라 미사키의 부하. 천문부로부터의 연락·보고를 과원에게 전하는 담당.
동료에게는 숨기고 있지만, 상당한 부녀자(동인녀)로 대학시절은 만화연구부에 소속. 좋아하는 애니메이션은 〈장미의 모리스〉. 취미는 동인 소설의 집필로, MAYUMAYU라는 펜 네임으로 쓰는 〈모리스의 밤〉에는 우연히 도움받았던 헤이를 모델로 한 캐릭터를 내고 있다. 헤이를 보았을 때의 감상은 〈쇄골의 라인이 아름다웠다〉.

##### 경찰 상층부
호라이 요시미츠(宝来善充)
성우 - 이케미즈 미치히로 / 손종환 / R. 브루스 엘리엇
공안부 부장. 기리하라 미사키의 상사. 항상 검은 장갑을 착용하고 있는 무뚝뚝한 남성.
“조직”의 관계자. 게이트 소멸에 실패한 에릭 니시지마를 죽이고, 자신에게 반항한 미사키도 처리하려고 하지만 나타난 헤이에게 져 체포된다.
기리하라 나오야스(霧原直泰)
성우 - 호우키 카츠히사 / 김선혜
경찰청의 경비 국장으로, 기리하라 미사키의 부친. 계급은 경시감. 딸을 몹시 사랑하며, 공사를 혼동하는 경향이 약간 있다.

##### 천문부
국립 천문대가 경시청의 관련 기관이 된 것. 가짜 별(자세한 것은 작중 용어의 항을 참조)의 관측·분석을 담당하는 것과 동시에, 소속된 돌(doll)들이 송전선을 매개로 해 계약자를 수색하고 있다. 덧붙여 국립 천문대는 미타카 캠퍼스에 실재하는 시설이다.
이시자키 카나미(石崎香那美)
성우 - 코바야시 사나에 / 최하나
국립 천문대의 주임인 여성. 기리하라 미사키와는 동기로, 고교시절의 학우이다. 사적으로는 서로를 이름으로 부르는 사이로, 미사키에게는 어깨에 힘을 뺄 수 있는 상대(마음 놓을 수 있는 매우 편한 상대). 고교시절, 반장을 맡았다. 강직한 사람인 미사키와 달리, 문제만 일으키지 않으면 위반을 어기는 정도는 유연하고, 성실하지 못하다.
호시미 님(星見様)
성우 - 마츠오 요시코
국립 천문대의 중앙에 앉는 노파. 특무 천문관이라고 하는 직함이 주어진 돌.
말하도록 프로그램이 되어 있지 않은데도 불구하고, 5년 전의 태양의 대흑점(자세한 것은 작중 용어의 항을 참조) 주기 시에 갑자기 예언적인 말을 하기 시작해 그 말대로 천국문이 소멸했다. 그 후 가짜 별과 함께 관측 대상이 되었다. 다시 대흑점 주기가 다가오는 중, 5년 만에 입을 열어 천문부에 전율을 일으키게 했다.

### 각 에피소드 등장 인물·조직

#### 프랑스 대외 안전총국(DGSE)
루이(ルイ)
성우 - 카세 야스유키
프랑스 대외 안전총국에 소속된 에이전트로, 강력한 계약자였다. 국립 연구소로부터 유엔기관 PANDORA에 부정 액세스 해, 꺼낸 기밀 정보를 시노다 치아키에 맡기고 있었다.
메시에 코드는 GR-544. 계약 능력은 〈중력 차단〉. 자신이나 대상에게 걸리는 중력을 조정하는 것으로, 상대를 아득한 고공까지 날리거나 자신의 몸을 띄워 공중을 이동할 수가 있다. 계약 대가는 〈스스로의 손가락을 꺾는 것〉. 헤이에게 지고 교섭을 거는 것도 실패하여 살해당했다.
장(ジャン)
성우 - 하타노 와타루 / 손정성
루이의 동료로 프랑스인 에이전트인 계약자.
메시에 코드는 불명. 계약 능력은 〈물질 교환형 텔레포테이션〉. 그것은 자신의 몸이나 닿아 있는 물체 내지 그 일부를, 떨어진 장소에 있는 물체(혹은 그 일부)와 〈교환〉하는 능력이지만, 교환할 수 있는 체적은 동등하고 교환까지 시간 지연이 생기는 등의 조건이 포함된다. 계약 대가는 〈작은 돌을 정확하게 늘어놓는 것〉.
돌을 사용해 만든 〈가짜 시노다 치아키〉를 이용해 헤이를 유인해서 죽이려고 하는 것도 실패, 반대로 헤이에게 살해당한다.
알랭(アラン)
성우 - 오니시 타케하루
루이의 동료로 프랑스인 에이전트, 계약자는 아니다. 헤이를 죽이려고 하는 것도 실패해, 반대로 헤이에게 살해당한다.
폴(ポール)
성우 - 오구로 카즈히로
계약자. 루이의 동료의 에이전트로, 흑기의 거인.
메시에 코드는 불명. 계약 능력은 〈폭파〉. 폭파된 대상의 비산물은 경화해, 주위에 대미지를 준다. 계약 대가는 〈야생초를 먹는 것〉. 헤이에게 살해당한다.

#### 마이어&힐튼 사
각국의 분쟁지에 계약자를 용병으로서 파견하는 등, 계약자를 이용한 비즈니스를 재빨리 다룬 기업이었다. 이익을 위해라면 인체실험이나 암살도 실시한다. 현재는 경영이 많이 기울어서 망할 위기에 처해있다.
케네스(ケネス)
성우 - 이시이 코지 / 박만영
타하라 코우나리를 다시 회사에 복귀시키기 위해 루코와 함께 일본에 방문했다. 독특한 조건을 가지는 비지니스맨으로, 필요이상으로 잘 말한다. 자신은 계약자가 아니고, 계약자를 싫어하고 있다. 카시와기 마이에게 살해당한다.
루크(ルーコ)
성우 - 야마노이 진 / 이원찬
계약자. 마이어&힐튼사에 고용되어있어 케네스와 함께 일본 방문.
메시에 코드는 불명. 계약 능력은 〈공기를 자유롭게 고형화 시킨다〉. 무색 투명한 그대로 공기를 이미지 대로에 고체화할 수 있다. 칼날로 만들어, 나이프나 던지기창과 같이 투척하거나 채찍과 같이 길게 늘리거나 다양한 형상·기능의 것을 만들어 낸다. 계약 대가는 〈책의 전페이지 귀퉁이를 접는 것〉. 대가를 지불하기 위해 항상 대량의 서적을 소지하고 있다. 타하라 살해 직후, 헤이에게 살해당한다.
타하라 코조(田原耕造)
성우 - 메구로 코스케 / 곽윤상
카시와기 마이의 아버지로, 지옥문 제１차 조사대의 유일한 생존자.
마이어&힐튼사에서 연구원을 하고 있었지만, 딸이 계약자가 되고 나서 회사를 그만두어 계약 능력을 봉인하기 위한 연구를 독자적으로 진행하고 있었다. 딸인 마이와는 항상 엇갈렸지만, 그가 딸이 기다리는 집에 돌아갈 새도 없이 계속 하고 있던“일”은, 그녀의 능력을 봉하기 위한 연구였다. 사랑하는 딸을 구하려는 일심인 그의 연구였지만, 시행 착오를 반복해 난항을 겪고 있던 결과, 마이가 모라토리엄(moratorium)이 되는 것을 멈추지 못하고 끝난다. 코조는 능력을 폭주시키는 딸을 스스로의 손으로 죽이려고 하지만, 루크에게 치명상을 입고 마이의 품에서 사망한다.

#### MI6
정식명칭, 영국 정보국 비밀 정보부(SIS). 에이전트는 영어의 달(달력) 이름을 코드네임으로 하고 있다. 하보크를 유엔기관 PANDORA에 인도하기 위해서 도쿄를 방문하고 그대로 도쿄에 남는다.
노벰버 11(ノーベンバー11（-イレブン）)
성우 - 이노우에 카즈히코 / 고성일 / 트로이 베이커
“MI6 최고의 에이전트”라고 평가받는 계약자로, 금발 푸른 눈의 백인 남성. 스스럼 없고 독특한 행동을 보이는 댄디 가이. 공식상은 영국 외무성의 〈잭·사이몬〉이라고 자칭하고 있다. 애용하는 휴대 전화는 NTT 도코모의 키즈 휴대폰 SA800i(라임 칼라). 마츠다·RX-8을 운전한다.
메시에 코드는 불명. 능력은 〈접촉한 수분의 동결〉. 빗물이나 커피 등의 수분의 빙결은 물론, 인체에 닿았을 경우는 피부를 통하고 혈액을 얼게 할 수도 있다. 또, 동결시킨 수분을 고드름 모양으로 해서 무기로 사용한다.계약 대가는 〈흡연〉이지만, 본인은 극도의 혐연가. 담배는 DEATH라고 하는 영국제의 상표를 핀다.
능력을 되찾은 해벅을 경계하여 살해한다. 그때 헤이와 교전해, 그의 능력의 대책으로서 절연을 위한 고무 장화를 준비하는 등 주도함을 보였지만, 결착은 나지 않았다. EPR(이브닝 프림로즈)(후술)에 구속되었을 때에는 참가 요구도 거절한다. 그러나“조직”의 정체와 그 목적을 깨달았기 때문에 제거되게 되어, 디케이드를 길동무로 해 사망한다.
에이프릴(エイプリル)
성우 - 혼다 타카코 / 김효선 / 나지아 초드리
MI6의 에이전트로 계약자. 화려한 모습을 한 흑인 여성. 25세.
메시에 코드는 불명. 계약 능력은 〈공중의 수분을 모은다〉. 작중에서는 주로 비구름을 형성해 비를 내린다. 그 효과 범위는 꽤 넓다. 노벰버 11의 능력과의 궁합이 좋기 때문에, 그의 파트너로서 팀을 짜고 있다. 계약 대가는 〈음주〉. 덧붙여서 본인은 대단한 애주가로 상당한 폭주가.
본작으로 끝까지 살아 남은 얼마 안되는 계약자 중 한 명. 그 후에 대해서는 《DARKER THAN BLACK -유성의 쌍둥이-》의 등장 인물을 참조.
줄라이(ジュライ)
성우 - 아사이 키요미 / 한채언 / 셰러미 리
MI6의 에이전트로, 챙 달린 모자를 푹 눌러 쓴 어린 소년 돌. 자주 에이프릴의 손을 잡는다. 노벰버 11, 에이프릴을 동료로 인식하고 있다.
유리를 매개로 관측령을 조종한다. 그 후에 대해서는 《DARKER THAN BLACK -유성의 쌍둥이-》의 등장 인물을 참조.
디케이드(ディケイド)
성우 - 노지마 아키오 / 변영희 / 숀 헤니건
노벰버 11 일행의 상사로, 안경을 쓴 대머리 중년남성. 해벅의 사망 후, 노벰버 11에게 “조직”과 헤이에 대해 조사하도록 명령했지만, 디케이드 자신이 “조직”의 인간이었다.
“조직”의 정체와 목적을 안 노벰버의 처분을 내렸으나, 그의 길동무로 사망한다.

#### 유엔기관 PANDORA
Physicalquantity Alternation Natural Deconstruction Organized Research Agency
유엔 주도의 국제 연구기관. PANDORA법(자세한 것은 작중 용어의 항을 참조)에 근거해, 계약자나 지옥문의 연구를 하고 있다. 지옥문 내에 연구 시설이 존재한다. 본래는 단순한 연구기관에 지나지 않아야 할 조직이지만, 독자적인 무장 부대를 비밀리에 가지고 있어 필요하면 무력행사를 하기도 한다. 게이트나 계약자에 관한 그 연구는, 실은 계약자를 멸하기 위한 것이며, 배후에는 “조직”의 존재가 있다. 이것들은 기밀이며, PANDORA 내부에서도 일부의 인간에게만 알려져 있다.
에릭 니시지마(エリック西島)
성우 - 미키 신이치로 / 최재호 / 척 휴버
PANDORA 직원. 직위는 부장. 안경의 안쪽에 냉철한 시선을 가진 남성. PANDORA내에서 게이트 소멸을 지휘하고 있었지만, 임무에 실패했기 때문에 호라이에 의해서 시말된다.
로버트 슈레더(ロバート・シュレーダー)
성우 - 카유미 이에마사 / 현경수
게이트의 수수께끼에 관한 연구로 알려진 과학자. 몇 년 전부터 지옥문 내 PANDORA 시설의 최심부에 격리되어 거기서 게이트를 소멸시키는 연구를 계속하고 있었다. 그 연구에 의해 게이트를 소멸시켜 모든 계약자를 제거할 계획을 추진하지만, 에릭의 죽음을 눈앞에서 보고 도망친다.
커크 린지(カーク・リンゼイ)
성 - 사쿠야 슌스케  / 이원찬
PANDORA 연구소의 경비대원. 유성의 조각을 빼앗으려고 닉에 살해당한다.
키쿠치 레이지(菊池玲二)
성 - 키리이 다이스케 / 방성준
PANDORA 연구소의 환경 미화원.

#### 청룡당(青龍堂)
신주쿠를 중심으로 활동하고 있는 홍콩계 마피아. 계약자(웨이 치쥰)에 의해 보스 및 간부가 몰살되었기 때문에 사실상 괴멸한다.
웨이 즈쥔(魏志軍)
성 - 쿠사오 타케시 / 위훈 / 로버트 매컬럼
청룡당의 구성원. 앨리스 왕의 호위 겸 운전기사.
계약자이며, 청룡당 괴멸을 목표로 앨리스와 공모, 그 능력을 사용해 간부를 차례차례로 살해한다. 그러나, 그의 진짜 목적은 스스로가 청룡당을 장악하는 것이었고, 결국은 앨리스를 배반해 죽인다.
메시에 코드는 VI-952. 계약 능력은 〈물질 교환형 텔레포테이션〉의 일종. 자신의 혈액을 대상에게 묻힌 상태로 손가락을 튀기면, 피가 묻은 부분만큼이 잘린 것처럼 되어 어딘가에 전송된다. 능력의 매개가 되는 자신의 혈액을 튀기기 위해 매번 자해행위가 있어, 〈스스로 피를 흘린다〉라는 행위 그 자체가 그의 계약 대가이다. 능력과 함께, 체술·스피드에도 우수하지만, 헤이에게 져서 도주해 이브닝 프림로즈에 참가한다. 이후의 그에 관해서는 〈이브닝 프림로즈 (Evening Primrose/EPR)〉를 참조.
앨리스 왕(アリス・王)
성우 - 이토 시즈카 / 박신희
왕 샤오탕의 외동딸. 자신의 생일에 우연히, 옛친구인 기리하라 미사키와 재회해, 그녀를 생일파티에 초대한다.
미사키의 고등학교의 동급생. 마피아의 딸인 자신을 두려워하지 않는 그녀에게 호감을 느껴 사이가 좋아졌다. 자신의 가치관을 완전히 바꾸어 버린 그녀에게 정신적으로 의존하고 있었지만, 그녀가 자신과는 정반대의 입장인 경찰관료의 길로 나아간 것으로 자포자기에 빠졌다. 청룡당의 후계인 입장에서 자유롭게 되기를 바라, 웨이 즈쥔과 공모해 조직의 괴멸을 원했지만, 그에게 배신당해 살해당한다.
왕 샤오탕(王少棠)
성우 - 소노에 오사무
공식상은 화교의 호텔 경영자이지만, 뒤의 얼굴은 청룡당의 보스로서 상당한 유명인. 앨리스 왕의 부친. 딸에게 배신당해 웨이 즈쥔에 살해당한다.
리처드 라우(リチャード・ラウ)
성우 - 미야우치 아츠시
청룡당의 간부. 통칭 〈왕소당의 심복〉. 경찰에 정보를 제공하고 보호를 요청하려고 했지만, 기리하라 미사키의 눈 앞에서 살해당한다. VI-952에 의한 아홉 명째의 희생자.

#### CIA
미국 중앙정보국. 판도라법을 무시한 암약이 눈에 거슬리기 때문에 각국으로부터 외교 압력을 자주 받는다.
닉 힐먼(ニック・ヒルマン)
성우 - 나카하라 시게루, 혼죠 유타로(어린 시절) / 홍범기 / 에릭 베일
계약자. PANDORA의 지옥문 내 연구 시설에서 일하는 연구자. 감정을 가져, 꿈을 꾸고 있는 발언을 한다. CIA 에 고용되어 NASA로 돌아오는 것을 조건으로 게이트내 물질 〈유성의 조각〉을 꺼내도록 명령받는다.
계약 능력은 헤이와 같이 〈전기의 흐름을 자재로 조종한다〉. 계약 대가는 〈대상의 신발을 뒤집어 둔다〉. 언젠가 진짜 밤하늘을 되찾고, 여동생을 우주에 데리고 갈 것을 바라고 있다. 게이트 내에서 헤이와 교전했지만, 〈유성의 조각〉이 관련된 수수께끼의 발광 현상에 수반해 갑자기 발생한, 〈꿈〉을 생각하게 하는 기묘한 공간 안에서 어린 아이로 돌아가, 여동생과 둘이 로켓을 타고 우주로 날아가 버린다. 이후 소식 불명.
카리나 모크(カリーナ・モク)
성우 - 이시즈카 사요리  / 킴 머툴라
헤이와 같은 시기에, 지옥문 내 시설에 온 중국계 여성 환경 미화원. 자기 소개 때에 북경대 3 학년이라고 한다.
실은 CIA의 운송점으로, 게이트내 물질 〈유성의 조각〉을 꺼내기 위해 잠입했다. 지옥문 내의 특이 현상 때문에 정신에 이상이 온 그녀는, CIA를 배반하고 PANDORA 측에 〈유성의 조각〉의 반환을 약속하는 대신에 지옥문에서 나오려고 했지만, 닉에게 살해당한다.

#### 러시아 연방 보안청(FSB)
이츠하크(イツァーク)
성우 - 아오야마 유타카 / 방성준 / 빅 미뇨나
계약자. 남성. 베르타와 함께 “조직”에 임해서 찾는 임무를 받아 행동하고 있다.
메시에 코드는 CY-463. 계약 능력은 〈관측령의 소집·포획·조작〉. 관측령을 개입시킨 정보 수집 활동을 방해하는 것과 동시에, 관측령을 조종하고 있던 돌에 정신적 쇼크를 주고, 그때 돌과 링크해서 그 신상을 알 수가 있다. 계약 대가는 간섭한 돌로부터 얻은 정보를 바탕으로 〈시 짓기〉. 대가가 인간적인 것을 봐서, 마음을 완전히 잃지는 않은 것 같다.황에게 저격당해 사망.
베르타(ベルタ)
성우 - 사토 아이  / 멀린다 앨런
계약자. 이츠하크와 팀을 짜고 있다. 원래 가수인 여성.
메시에 코드는 불명. 계약 능력은 〈가창에 의한 공진파의 발생〉. 주파수를 자재로 조작하는 것으로, 물체를 격렬하게 진동시켜 파괴하거나 대상의 심장을 이상 진동시키는 것으로 죽일 수 있다. 계약 대가는 〈이물을 씹어서 토해낸다〉. 입에 들어갈 수 있는 것으로 별도로 지정된 것은 없지만, 과거에 자신의 딸의 생명을 빼앗은 담배에 집착하고 있다.
헤이와 교전해 한 번은 그의 심장을 정지시켰지만, 전기 쇼크로 스스로 소생한 헤이에게 살해당한다.

#### 이브닝 프림로즈(Evening PrimRose/EPR)
〈달맞이꽃〉을 의미하는 이름의 계약자 집단. 15화에서 등장하여, 이후 점차 밝혀지는 이야기의 핵심에 관련된다. 우수한 계약자나 돌을 다수 모아 천국문 때와 같이, 지옥문도 소실시키려고 기도한다. 한층 더 당국에 대해서는, 계약자의 존재를 공식으로 인정하고, 그 권리를 확립하도록 요구하고 있다. 그 진심은, 게이트를 소멸시켜 모든 계약자를 제거하려는“조직”의 음모와 싸우는 것이다.
앰버(アンバー)
성우 - 카와카미 토모코 / 하미경 / 로라 베일리
라이트 그린의 장발과 호박색의 눈동자가 특징적인 여성. 메시에 코드는 UB-001. 일찍이 “조직”에 소속해, 헤이와 팀을 짜 행동하고 있었지만, 5년 전의 남미에서 헤이의 여동생 바이와 함께 실종되었다. 〈앰버〉란 호박색(amber)을 의미하는 코드네임이며, 일찍이 이중스파이로서 MI6에 잠입했을 때의 코드네임은 〈페브러리〉. 헤이를 사랑하고 있지만, 천국문 소실에 의해 그의 팀을 전멸시킨 일 때문에 배반자 취급을 당하고 있다.
계약 능력은 〈시간 제어〉. 시간을 멈추거나 역행시키거나 하는 것이 가능. 그 때, 자신과 임의의 대상자만 시간 정지의 예외로 하거나 되감기 이전의 시간축으로 체험한 기억을 남길 수 있다(미래 예지로 연결된다). 계약 대가는 〈젊어지는 것〉. 그 때문에 능력의 사용 회수에 제한이 있다.
EPR를 총괄하는 리더적 존재. 〈유성의 조각〉을 빼앗은 후, 헤이나 노벰버 11을 동료로 끌어들이려고 한다. 계약자면서 애정을 가져, 눈물을 흘리는 특이한 존재. 마지막 국면에 있어 돌연 중요한 열쇠를 잡게 된 헤이가, 그 자신에게 후회가 남지 않는 결정을 내릴 수 있도록 하기 위해, 제한을 넘고 능력을 사용해 대가에 의해 소멸한다.
마키(マキ)
성우 - 산페이 유코  / 맥시 화이트헤드
앰버와 함께 도쿄에 나타난 오드아이(오른쪽이 초록, 왼쪽이 붉은 빛을 띤 핑크)의 백인 소년. 감정이 희박하기 때문인지, 말로 타인과 커뮤니케이션을 취하는 것의 의미를 이해하지 못했지만, 좋아하는 앰버가 타이른 후 〈고마워요〉 〈미안해요〉 등을 제대로 말할 수 있도록 연습하고 있다. 앰버에 호의를 가진 나머지, 그녀가 집착하는 헤이에 대해서, 강한 질투심을 느낀다.
계약 능력은 〈폭발〉로, 손으로 닿은 것을 폭파할 수 있다. 시간차이를 이용한 폭파도 가능하고 그 경우는 코를 훔치는 행동이 기폭의 신호가 되어, 사전에 만졌던 부분에 손자국이 나타나며 폭발한다. 계약 대가는 〈뜨거운 우유를 마시는 것〉. 앰버에게 자신의 우수함을 강하게 어필하려고 한 나머지 경솔해져서, 노벰버 11에게 싸움을 걸지만 그와 MI6의 면면에게 져 얼음의 칼날에 찔려 사망한다.
아마기리(雨霧)
성우 - 키리모토 타쿠야 / 손종환 / 트래비스 윌링햄
EPR의 멤버인 남자. 왼쪽 눈을 감고 있는 때가 많다.
계약 능력은 손바닥에서 발사하는 〈충격파〉. 그 위력은 콘크리트 벽에 균열을 내는 정도. 계약 대가는 〈삶은 달걀을 먹는 것〉이고, 그 때문에 뚱뚱한 편. 콜레스테롤의 과잉 섭취에 머리를 움켜 쥐고 있다. 마지막 결전에서는 게이트 내의 입자 가속기를 파괴하는 임무를 맡아 성공시키지만, 마이의 발화 능력으로 불에 타 살해당한다.
웨이 즈쥔(魏志軍)
성우 - 쿠사오 타케시 / 위훈  / 로버트 매컬럼
청룡당의 원구성원. 그 때의 에피소드는 〈청룡당〉을 참조.
헤이와의 전투에 진 후, 다시 그와 만나 싸우기 위해 앰버의 권유에 응해 EPR에 참가한다. 얼굴의 왼쪽 반에는 헤이와 전투시에 생긴 화상의 흉터가 남아 있다. 앰버의 사자로서 헤이를 지옥문 아래로 안내한 후, 그에게 진 굴욕을 풀려고 재전투에 들어가지만 패배해 사망. 임종 때 게이트를 파괴해 헤이에게 길을 열어주었다.
브리타(ブリタ)
성우 - 나카무라 치에 / 한채언 / 제이미 마키
미국 대사관에 잠입해 있던 금발 푸른 눈의 여성. 노벰버 11과는 구면의 관계였다.
계약 능력은 〈인체의 순간 이동〉. 자신 및 접촉한 상대에게 효과를 미칠 수 있지만, 옷이나 소지품은 대상외이기 때문에 이동한 후에 매번 전라가 된다. 계약 대가는 〈키스를 하는 것〉. 키스를 상대에게 접촉의 수단으로서 이용해 대가도 동시에 지불할 수도 있다. 마지막 결전에서 아마기리와 함께 게이트내의 입자 가속기를 파괴하는 임무를 맡아, 마이의 공격을 받지만 그녀는 순간 이동 능력으로 겨우 피한다. 최종적인 생사는 불명.

#### 나카자와 조직(中澤組)
나카자와를 리더로 하는 폭력단. 간부의 한 명이 애완 목적으로의 돌 밀매에 손을 대고 있었기 때문에“조직”으로부터 감시당하고 있었다.
사쿠라이 켄지(桜井健児)
성우 - 요시노 히로유키 / 현경수
나카자와 조직의 애송이인 젊은 청년. 히토를 동경해 그 아래에 들어갔다. 언제나 흰색 슈트를 입고, 갈색 머리를 올백으로 하고 있다. 헤이(리 성순)와 알게 되어, 그를 동경하게 된다. 행동력은 있지만, 머리는 좋지 않은 타입. 상품으로서 거래될 예정이었던 돌에게 반해 사랑의 도피를 결의. 한 번은 히토에게 잡히지만, 헤이 일행에게 도움받아 최종적으로는 돌과 함께 둘이서 무사히 도피했다.
히토츠바시(一橋誠史)
성우 - 스가와라 마사시 / 박만영
나카자와조의 간부. 면도를 포함하여 삭발한 남자. 애완을 목적으로 한 돌의 밀매에 손을 대고 있어 밀매 루트의 키맨으로서 “조직”에게 감시를 당한다. 나카자와조를 분해하려고 내부 항쟁을 일으켜 조장 살해에 성공하지만, 최후에는 암살자에게 살해당한다. 과거에 생명을 걸어서라도 지키고 싶은 여성이 있었지만, 지키지 못하고나서 그 일을 후회하고 있었다.
나카자와 조직의 돌(中澤組のドール)
히토에게서 팔리기 직전이었던 돌 소녀. 켄지가 데리고 나간다. 매우 짧은 머리 모양으로, 보라색 눈동자가 특징. 아무것도 프로그램되지 않고 본래 자아를 가지지 않아야 할 돌이며 일절 말할 것은 없었지만, 켄지의 한결같음에 접해 자발적으로 관측령을 파견하고, 표정을 바꾸는 등의 행동을 취했다. 켄지와 함께 도주에 성공한다.

#### 게이트 원리주의자 우애회
생략하여 〈게이트 친우회〉. 〈게이트 님〉을 신앙하는 신흥 종교 단체. EPR의 계획을 위해서 돌을 모으고 있었다.
알마(アルマ)
성우 - 타카노 우라라  / 제니퍼 세먼
우애회의 여성 교조. 계약자. 계약 능력은 〈변신〉으로 계약 대가는 〈노화〉.
계약자가 된 탓으로 인간(조직 등)에게 이용되는 〈업〉으로부터 계약자들을 구하고 싶다고 바라, 교단을 설립했다고 한다. 처음 그것은 몸을 숨기기 위한 방편이었지만 후에 올바르다고 생각하여, 너무 큰 대가 때문에 능력의 사용을 제한하고 있었지만 스스로 교단과 적대하는 의원을 죽인다. 그 이후, 변신에 망설임이 없어져 이목의 아래에서는 항상 능력을 사용해 젊은 모습으로 변신을 실시하고 있었다.
인간과 계약자가 모두 사는 사회를 생각해 왔지만, 헤이의 앞에서 마지막 변신을 하고 대가에 의해 사망한다. 앰버의 계획에 협력해, 돌의 확보를 돕고 있었다.

#### 그 외 계약자·돌 등
소속이 불명한 계약자나 돌, 게이트에 관련되는 인물.
시노다 치아키(篠田千晶)
성우 - 토요구치 메구미 / 정혜옥
26세의 여성으로, 계약자는 아니다. 국립 연구소에서 일하고 있었지만, 잠입해 있던 프랑스 대외 안전총국의 에이전트인 루이에게 이용되어 계약자라고는 모르는 채 연인이 되어 2주일전에 기밀 정보를 맡았다. 그 후, 실종되어 〈하라구치〉의 가명으로 몸을 숨기고 우미츠키 장에 살며, 호스테스로서 일한다. 고교생의 무렵, 부모님을 계약자에게 살해당한 것을 목격한 기억이 있어, 계약자에 대해서 복잡한 감정을 가지고 있었다.
그러나 본편에 등장하는 그녀는, 프랑스 대외 안전총국이 죽은 시노다 치아키 본인의 기억·인격을 이식한 돌이었다. 헤이를 유인해 내기 위한 함정으로서 사용되어 최종적으로는 시노다 치아키로서의 가짜의 인격을 잃지만 헤이를 감싸고 장에게 살해당한다.
카시와기 마이(柏木舞)
성우 - 나스 메구미 / 한신정 / 셰러미 리
타하라 코조의 딸. 평범한 감정을 가지는 중학생으로, 일만 하면서 집에 돌아가지 않는 부친을 미워하고 있다. 이혼한 모친에게 거두어졌기 때문에 외가의 성을 자칭하고 있지만, 모친과 사별한 현재는 부친과 둘이 생활한다.
어릴 적 계약자의 조짐이 보여서 아버지의 연구 성과를 이용하고 능력을 봉쇄되고 있었지만, 그 효력이 사라져서 모라토리엄(moratorium)이 된다. 그 후에 예외적으로 계약자로 변한 그녀를 “조직”이 데리고 갔다.
메시에 코드는 불명. 계약 능력은 〈발화〉. 그 화력은 짧은 시간에 인간을 숯으로 만들 만큼 강력. 계약 대가는 〈노래를 부르는 것〉. 마지막 결전 때 “조직”측의 계약자로서 입자 가속기를 파괴하려고 한 아마기리, 브리타를 공격한다. 앰버의 능력에 의해서 그것을 예지한 아마기리에게 선제당해 쓰러지고, 아마기리를 능력으로 살해했지만 자신도 힘을 다한다.
해벅(ハヴォック)
성우 - 신도 나오미 / 한채언 / 루시 크리스천
수백명, 수천명의 희생자를 낸 사상 최악의 계약자였지만, 5년 전에 능력을 잃고 상실자가 되었다. 붉은 머리카락의 여성. 능력은 〈진공 발생〉. 발생하는 장소는 임의로 설정할 수 있다. 계약 대가는 〈아이의 생피를 마신다〉. 한 때의 이름은 〈카마인(Carmine)〉. 계약자가 되기 전의 헤이를 알고 있다.
마피아에게 감금되어 있던 것을 MI6가 구출해 유엔기관 PANDORA에 인도하지만, 그 호송 중에 헤이 일행에게 납치된다. 능력과 함께 없어진 당시의 기억을 되찾기 위해, 헤이와 함께 지옥문으로 가서 능력을 되찾는다. 그러나 능력을 사용해 사람을 죽이고, 그 대가로서 아이를 죽이던 옛날의 자신으로 돌아가는 것을 두려워해 노벰버 11에게 살해당한다.
우키야마 노리오(浮山則夫)
성우 - 사사키 노조무 / 최한
피오레 화장품 주식회사에 침입한 산업 스파이를 쫓는 계약자.
그의 몸에 머물고 있는 것은 아미다브 카플이라고 하는 다른 계약자의 인격이다. 카플의 계약 능력은 〈인간에게의 빙의〉로, 시야 내의 인간으로 갈아탈 수가 있지만, 그때 자신의 신체는 행동 불능이 된다. 돌아올 때에도 빙의한 인간의 눈으로 자신을 봐야 한다. 카플은 우키야마의 몸에 갈아타고 있는 동안에 자신의 몸을 잃었기 때문에, 계약 대가는 지불할 필요가 없지만, 옛 자신의 양말 냄새를 맡는 것으로 잃어버린 원래 육체(카플)의 체취를 느끼는 습관이 있다.
기묘한 동체인 우키야마와 카플은, 원래 팀을 짜 북쪽 인도를 중심으로 활동하고 있었다. 그러나 그들 중 카플은 살해당하기 직전에 노리오의 몸으로 갈아탔다. 우키야마 노리오 본인의 계약 능력은 〈중력 조작〉이었다.
바이(白<パイ>)
성우 - 나즈카 카오리, 후지이 유이카(어린 시절) / 서지연 / 러리사 월컷
헤이의 여동생으로 계약자. 그와 함께 “조직”의 에이전트로서 남미에서 활동하고 있었지만, 천국문 소실의 전후에 실종되어 자취를 감춘다. 행방불명이 되기 직전까지 앰버와 함께 있었다.
본명은 〈싱〉. 그녀가 본래의 〈BK-201〉이다. 계약 능력은 〈물질 변환〉으로, 빛을 수반하는 입자를 살포해 물질의 조성을 양자 단위로 변화시킬 수 있다고 하는, 모든 물리 법칙을 무시할 수 있는 매우 강력한 능력. 계약 대가는 〈수면〉. “조직”의 진정한 목적을 헤아리고, 천국문을 지키기 위해서 능력을 사용해 일대를 불가침 영역으로 바꾸었다. 직후에 헤이와 일체화한다.

## 작중 용어
게이트
계약자
돌
조직

## 주제가

### 여는 곡
1st op. HOWLING

2nd op. 각성 히로이즘

### 닫는 곡
1st ed. 달빛 - Rie fu

2nd ed. Dreams - HIGH and MIGHTY COLOR